# Take Me Out
Take Me Out släpptes den 12 januari 2004 och är den andra singeln av den brittiska indierockgruppen Franz Ferdinand, och den andra singeln att lyftas från bandets debutalbum Franz Ferdinand. Singeln blev en stor hit världen över och blev även gruppens genombrott.

## Låtlista
1. Take Me Out
2. All For You Sophia
3. Words So Leisured (akustisk version av albumlåten och första singeln Darts of Pleasure)